# Ālwār Tirunagari
Ālwār Tirunagari är en ort i Indien.   Den ligger i distriktet Thoothukkudi och delstaten Tamil Nadu, i den södra delen av landet, 2 200 km söder om huvudstaden New Delhi. Ālwār Tirunagari ligger 17 meter över havet och antalet invånare är 8 887.
Terrängen runt Ālwār Tirunagari är platt. Runt Ālwār Tirunagari är det tätbefolkat, med 530 invånare per kvadratkilometer. Närmaste större samhälle är Arumuganeri, 17,3 km öster om Ālwār Tirunagari. Trakten runt Ālwār Tirunagari består till största delen av jordbruksmark.